# Фасельо, Франсиско
Франсиско Фабиан Фасельо (исп. Francisco Fabián Facello; род. 11 января 2003, Коскин, Кордова) — аргентинский футболист, защитник клуба «Годой-Крус».

## Клубная карьера
Фасельо — воспитанник клуба «Бельграно». 29 июля 2023 года в матче против «Росарио Сентраль» он дебютировал в аргентинской Примере. В 2025 году Фасельо на правах аренды перешёл в «Годой-Крус».